# Boodigo
Boodigo é um site de buscas voltado especialmente para a busca de conteúdos pornográficos. O buscador foi criado por ex-funcionários do Google.

## Origem
O novo buscador foi criado por cinco ex-funcionários do Google que aliaram-se a uma empresa produtora de filmes pornôs para criar um novo sistema de busca de conteúdos eróticos.

## Diferença com outros buscadores
Enquanto sites buscadores como Google e Bing costumam bloquear conteúdos pornográficos, o Boodigo é voltado especialmente ao conteúdo erótico.

## Vírus e spams
O buscador também tem como um de seus objetivos oferecer aos internautas buscas nas quais eles não corram riscos de encontrar Vírus e Spams.

## Privacidade
Outra característica do Boodigo é valorizar a privacidade dos usuários, algo muito almejado pelos internautas que consomem a pornografia virtual.